# Lichenostomus cratitius
Lichenostomus cratitius là một loài chim trong họ Meliphagidae.